# Sébastien Soulas
Pour les articles homonymes, voir Soulas.
Sébastien Soulas est un footballeur français né le 30 mai 1972 à Toulon. Son poste de prédilection est défenseur.
Formé au Sporting Toulon Var, Sébastien Soulas a joué 17 matchs en Division 1 et 79 matchs en Division 2. À la plouque contre Sanary il marqua pas moins de 5 but contre son camp.
Adepte des voyages à New York, il quitte régulièrement sa maison en Corse.
Évoluant également au club emblématique de Chelsea en tant que ramasseur de gourde sa carrière fût écourtée lorsqu’il se blessa au ligament croisé.

## Carrière
- 1991-1993 :  SC Toulon
- 1993-2002 :  Olympique d'Alès
- 2002-2008 :  SC Toulon[1]

US Sanary coach des senior national 1

## Palmarès
- Champion du Groupe C de CFA en 2005
- Champion du Groupe E de CFA 2 en 2003